# Marisela Morales
Marisela Morales tên đầy đủ là Marisela Morales Ibañez, là nữ luật gia người México và là phụ nữ đầu tiên đảm nhiệm chức tổng chưởng lý (Attorney General) của México.

## Tiểu sử
Cô sinh ngày 1 tháng 3 năm 1970 tại thành phố Mexico, tốt nghiệp cử nhân luật ở National Autonomous University of Mexico (Đại học tự trị quốc gia Mexico), sau đó cô đậu bằng thạc sĩ luật, chuyên ngành khoa học hình sự ở "Học viện Khoa học hình sự quốc gia" (National Institute of Criminal Sciences). Cô làm phụ tá Tổng chưởng lý, phụ trách điều tra Tội phạm có tổ chức.
Ngày 31.3.2011, cô được tổng thống Felipe Calderón bổ nhiệm làm tổng chưởng lý Mexico thay thế Arturo Chávez. Ngày 7.4.2011 Thượng nghị viện Mexico đã phê chuẩn quyết định bổ nhiệm của tổng thống, cô trở thành tổng chưởng lý thứ 42 và là người phụ nữ đầu tiên đảm nhiệm chức vụ này ở Mexico.

## Giải thưởng
Cô đã được Bộ trưởng Bộ Ngoại giao Hoa Kỳ Hillary Clinton và đệ nhất phu nhân Michelle Obama trao tặng Giải quốc tế cho Phụ nữ dũng cảm năm 2011 của Bộ Ngoại giao Hoa Kỳ.